# Agata (żona Edwarda Wygnańca)
Agata (ur. ok. 1025, zm. po 1068) – krewna cesarza Henryka III, żona królewicza angielskiego Edwarda Wygnańca.
Pochodzenie Agaty nie zostało całkowicie wyjaśnione. W źródłach występuje najczęściej jako krewna cesarza rzymsko-niemieckiego Henryka III. Najprawdopodobniej była córką jego przyrodniego brata Ludolfa, grafa Fryzji. W młodości została wysłana na dwór wielkiego księcia kijowskiego Jarosława Mądrego, gdzie została żoną królewicza angielskiego Edwarda Wygnańca. Następnie wraz z mężem wyjechała na Węgry, gdzie urodziła troje dzieci. W 1057 wraz z mężem wróciła do Anglii, zaś po jego rychłej śmierci znalazła się pod opieką króla Edwarda Wyznawcy. W 1068 wraz z dziećmi trafiła do Szkocji na dwór Malcolma III.

## Pochodzenie

### Przekazy źródłowe
Pochodzenie Agaty jest kwestią dyskusyjną. Zgodnie z przekazem Kroniki opactwa Melrose, żona Edwarda Wygnańca była córką cesarza Henryka III, zaś według Szymona z Durham, Florencjusza z Worcester oraz Aelreda z Rievaulx córką jednego z jego krewnych. Orderic Vitalis podaje inne szczegóły dotyczące pochodzenia Agaty. Według angielskiego kronikarza Agata była córką króla węgierskiego Salomona. Z kolei William z Malmesbury uznał ją za siostrę węgierskiej królowej Gizeli. Kronika anglosaska nazywa Agatę ogólnie krewną cesarza Henryka.

### Hipotezy naukowe
Wyjaśnieniem pochodzenia Agaty zajmowało się wielu historyków. Piszący w XVIII wieku węgierski historyk Daniel Cornides uznał Agatę za córkę węgierskiego króla Stefana I Świętego. Teoria ta została odrzucona, gdyż źródła węgierskie nie wspominają córki Stefana o tym imieniu oraz ze względów chronologicznych. Również ze względów chronologicznych odrzucono przekaz Williama z Melmsbury, jakoby Agata była siostrą żony Stefana. Część osiemnastowiecznych historyków (m.in. István Katona i Georgio Pray) uznało za ojca Agaty Brunona, biskupa Augsburga i brata cesarza Henryka II. Domysł ten został jednak odrzucony, głównie ze względów chronologicznych.
Mediewista Szabolcs de Vajay, biorąc pod uwagę informację Szymona z Durham i Elreda z Rievaulx na temat pochodzenia Agaty od krewnego cesarza Henryka III, próbował na nowo ustalić pochodzenie żony Edwarda Wygnańca. Historyk doszedł do wniosku, że Agata była córką margrabiego Fryzji Ludolfa, przyrodniego brata Henryka III, syna Gizeli szwabskiej, matki Henryka i jej pierwszego męża Brunona I z Brunszwiku. Jego teoria została przyjęta przez nowszych badaczy.
Według jednej z najnowszych teorii zaproponowanej przez John P. Ravilious, Agata była córką króla Mieszka II i Rychezy Lotaryńskiej. Poprzez jej matkę byłaby krewną cesarzy Henryka II i Henryka III, a także siostrą węgierskiej królowej, żony Beli I.

## Życiorys

### Małżeństwo z Edwardem Wygnańcem
Zgodnie z przekazem dwunastowiecznego Leges nieznanego autorstwa, do małżeństwa Agaty i królewicza angielskiego Edwarda, syna Edmunda Żelaznobokiego i Ealdgyth doszło na dworze wielkiego księcia kijowskiego Jarosława Mądrego. Przypuszcza się, że Agata została wysłana na dwór Jarosława przez cesarza Henryka po tym, jak w 1043 bezskutecznie ubiegał się on o rękę córki wielkiego księcia, Anny. Małżeństwo Agaty i Edwarda miało prawdopodobnie na celu zapewnienie dobrych relacji niemiecko–ruskich. Do małżeństwa pomiędzy Agatą a Edwardem doszło najprawdopodobniej pod koniec 1043 lub na początku 1044. W 1046 małżonkowie opuścili Kijów, skąd udali się na Węgry. Tam przyszło na świat troje dzieci Agaty i Edwarda:
- Edgar II Ætheling – ostatni członek rodu królów anglosaskich z dynastii Wesseksu,
- Małgorzata – żona Malcolma III, króla Szkocji,
- Krystyna – zakonnica w Romsey.

W sierpniu 1057 mąż Agaty powrócił do Anglii po czterdziestu latach wygania na zaproszenie swego stryja Edwarda Wyznawcy, gdzie wkrótce zmarł, prawdopodobnie otruty z rozkazu pretendenta do angielskiego tronu, Harolda Godwinsona.

### Losy po śmierci Edwarda
Po śmierci Edwarda Wygnańca Agata zamieszkała na dworze króla Edwarda Wyznawcy, który otoczył również troskliwą opieką jej dzieci. W 1066 r. Edward zmarł, a władzę w Anglii objął Harold Godwinson. Agata starała się wówczas chronić życie swego jedynego syna, który mógł stanowić zagrożenie dla nowego króla. Wkrótce Harold zginął w bitwie pod Hastings i na tronie zasiadł Wilhelm Zdobywca. Po tym jak latem 1068 r. syn Agaty Edgar II Ætheling wziął udział w zakończonej klęską rebelii przeciw Wilhelmowi, Agata z rodziną uciekła do Szkocji na dwór króla Malcolma III, który poślubił jej córkę Małgorzatę. Dalsze losy Agaty nie są znane.